# La oración del torero
La oración del torero és una obra escrita inicialment per a quartet de llaüts per Joaquín Turina entre el 31 de març i el 6 de maig de 1925 per encàrrec del Quartet Aguilar. La versió del quartet va ser ampliada per orquestra de corda (Quartet de corda i Contrabaix) essent estrenada el 3 de gener de 1927 al Teatre de la Comèdia de Madrid per l'Orquestra Filharmònica de Madrid sota la direcció de Bartolomé Pérez Casas.

## Història
Originalment l'obra està escrita per a dues bandúrries (laudín), bandúrria tenor (llaüt) i bandúrria baixa (laudón), però a partir de 1930 els Aguilar van substituir la segona bandúrria per contralt (laudete) i des de llavors sempre la van interpretar amb aquesta plantilla. Com ja és sabut, els Aguilar reanomenaren la bandúrria amb el nom de laudín, però no difereix d'aquesta en res més que això: el nom. Després, van anar posant nom a la resta de membres greus de la família de l'anomenat "llaüt espanyol" que no és una altra cosa que la família de la bandúrria.
| « | "Aquel rumor incendiado por la luz de la tarde, realizado por la música de pasodobles y el grito de los clarines me sugestionaba. Yo había sentido muchas veces la tentación de traducir en música toda la impresión que en mí producía la voz múltiple de la fiesta, pero también me atraían los aspectos profundos y sugestivos de la emoción religiosa popular y sobre todo andaluza. Una tarde de toros en la Plaza de Madrid, aquella plaza vieja, armónica y graciosa, vi mi obra. Yo estaba en el patio de caballos, allí tras una puerta pequeñita estaba la capilla llena de unción, donde venían a rezar los toreros un momento antes de enfrentarse con la muerte. Se me ofreció entonces en toda su plenitud aquel contraste subjetivamente musical y expresivo, de la algarabía lejana de la plaza, del público que esperaba la fiesta, con la unción de los que ante aquel altar pobre y lleno de entrañable poesía venían a rogar a Dios por su vida, acaso por su alma, por su dolor, por la ilusión y por la esperanza que acaso iban a dejar para siempre, dentro de unos instantes, en aquel ruedo lleno de música y de sol | » |
| — Comentari inclòs al programa del dia de l'estrena a Barcelona, el 23 d'octubre de 1928, Reproduït en El Rodo (Madrid), 22 de novembre de 1944 amb el títol de Com va pensar i va escriure Joaquín Turina el seu 'Oració del torero', recollit per M. Barberi Archidona | |   |

La partitura original va ser lliurada per l'autor als germans Aguilar el 2 de juny de 1925. El dia 7, per primera vegada i en privat, Turina va sentir la seva obra. Amb aquesta mateixa data va signar les quatre particel·les: 
- Laudín I: A Ezequielote, la estrella del Cuarteto Aguilar.
- Laudín II: A Joselito, el arministraó del Cuarteto Aguilar.
- Laúd: A la comadre Elisa en honor de nuestra ahijada 'La Orgía'.
- Laudón: A Paquillo, el más flamenco del Cuarteto Aguilar.

Després de la dissolució del Quartet Aguilar l'any 1941, i havent desaparegut durant gairebé cinquanta anys, la versió original per a llaüts [bandúrries] de l'oració del torero, després d'infinitat de gestions que es van perllongar dos anys, van aparèixer no la partitura autògrafa, que per desgràcia es creu que es va perdre definitivament, sinó les particel·les tretes de l'original per un dels germans Aguilar i que van ser dedicades per Turina amb afectuoses dedicatòries als seus respectius intèrprets. Una còpia d'aquestes particel·les, els originals de les quals es trobaven en Buenos Aires, últim punt de residència del Quartet Aguilar, va ser facilitada pels germans José i Francisco González-Aguilar, nebots d'aquells intèrprets, en el mes de novembre de 1981.
Per tant, podríem parlar de les següents fonts de l'obra:
- Partitura autògrafa de Turina, en l'actualitat perduda.
- Particel·les manuscrites pels germans Aguilar a partir de la partitura autògrafa.
- Edició per a quartet de corda.
- Partitura manuscrita (per José Luis Turina)

## Parts
La oración del torero comprèn quatre ben definides seccions: - Allegro moderato, Allegretto mosso i Lent- que es repeteixen virtualment en exacta seqüència. Turina s'absté de desenvolupar aquest material, conformant-se a agradar a cau d'orella amb exquisides sonoritats i, com a màxim, canviar de metre -binari a ternari i viceversa- cada vegada que passa per un altre motiu.
"La composició, molt lliure i alhora molt concisa, se'ns presenta com a música perfectament assolida, reclamant per a si la qualificació d'obra mestra. Una breu introducció en 6/8 estableix el clima, de cert dramatisme. Brolla el pasdoble, un allegro moderato en 2/4, que ve a ofegar-se en una secció lírica (Andante) de gran emotivitat. El curs es trenca amb un arravatament de toreria, després del que sobrevé un altre passatge líric (Lent) de gran tensió expressiva durant el qual s'accedeix al clímax de la composició. Reapareix llavors el pasdoble, però és assimilat pel lent, per finalitzar l'obra en ambient de total recolliment".
José Luís GARCÍA DEL BUSTO.

## Crítiques
| « | La oración del torero es una de las más emocionantes páginas arrancadas con palpitante actualidad de la azarosa vida de la torería, trasladada al pentagrama con feliz acierto interpretativo. La rudeza y los arrestos temerarios del ídolo taurino, tan innumerables veces aclamado con frenesí por las muchedumbres, arrebatadas de entusiasmo por sus magistrales faenas, ceden su puesto a devota religiosidad que impulsa al diestro, antes del comienzo de la corrida y acabado de llegar a la plaza, a penetrar en el recinto de su austera capilla. En ella, y aislándose por breves instantes de las turbulencias del mundo exterior, reconcentra su alma en místico recogimiento y sus labios murmuran trémulos, fervientes plegarias impetrando de la sacrosanta imagen, a cuyos pies sumiso se prosterna, solicitando protección en su arriesgada empresa. Períodos orquestales arrastran, cual ráfaga de viento, los rasgados ecos de nacionales motivos que lanza al aire la popular banda de música, desvaneciéndose a intervalos, por el creciente murmullo de los miles de almas, que con nerviosa agitación, aguardan con ansiedad la salida de los lidiadores. Tal es a grandes rasgos y en síntesis descriptiva el asunto que sugirió tan inspirado número al prestigioso cincelador musical del folclore andaluz, quien con tacto de merecedor encomio, supo mantener en el transcurso de aquel bien ponderado equilibrio entre un mesurado misticismo y la cálida expresividad de los castizos cantares hispalenses. | » |
| — Comentari inclòs en el programa del concert en de l'Orquestra Filharmònica el 3 de gener de 1927 en el Teatre Lope de Vega de Madrid | |   |

| « | Es día de fiesta en la plaza de toros y faltan breves instantes para dar comienzo la corrida. En el solitario recinto de la Capilla, reza un hombre postrado ante el altar; es el matador, en cuyo espíritu brotan la fe religiosa y la majeza indomable. La oración es interrumpida por el eco de un alegre pasodoble y el bullicio del público que espera, impaciente, la salida del torero. La hora de la fiesta se aproxima y la Capilla torna a su silencio y soledad. | » |
| — Francisco Aguilar, Comentari inclòs en el programa d'un recital del Quartet Aguilar. l'Havana (Cuba), 26 de desembre de 1929 | |   |

| « | […] Ni la misma brevedad, el carácter de obra menor de La oración del torero impide que brillen las cualidades anotadas. Escrita para cuarteto de laúdes, pronto para cuarteto de cuerda e inmediatamente para orquesta, merced a un arreglo del propio autor, en que se da cabida a los contrabajos, esta última versión es, sin duda, la más popular y la que ha hecho llegar la composición a todos los públicos. El título hace innecesario cualquier intento de glosa explicativa. El la capilla de la plaza, a punto de comenzar la fiesta, un torero pide a Dios protección. Un atmósfera de misterio y poesía envuelve desde el primer instante. Con la plegaria, en ella, se enroscan compases de un lejano y sutil pasodoble quintaesenciado que prestan el mejor contraste. Mas, pese al garboso apunte, el tono evocador se impone; vence la nota nostálgica, de infinita melancolía, diríase de resignación expectante. La orquesta suena, siempre cálida, rica en timbres, y dentro de la ponderación, de la solidez formal y justeza de proporciones, cuyo logro constituía una de las virtudes permanentes en la obra de Joaquín Turina, quien, todavía no hace dos años, ostentaba la espiritual y afectiva presidencia de la vida sinfónica madrileña desde su puesto de Comisario General de la Música. Bien puede afirmarse que con la desaparición de Falla y Turina, se cierra una etapa histórica transcendental para el arte patrio, que vio definitivamente abiertos aquellos caminos de internacionalidad iniciados, allá por el 900, por otros dos grandes compositores: Albéniz y Granados, que completan un cuarteto -¡siempre el cuarteto; la expresión más pura de la música!- en que se hallan, ni más ni menos, las sólidas raíces de la escuela española contemporánea. | » |
| — Antonio Fernández-Cid, Comentari inclòs en el programa del concert en el Palau de la Música, Orquestra de cambra de Madrid. Director Ataúlfo Argenta 14 d'octubre de 1950 | |   |

## Enregistraments
Quartet de corda
- Camerata Bariloche - Profon CB 101 (7'18) - 1992
- Greenwich String Cuartet - Almaviva DS 130 (8'18) - 2001
- Hollywood String Quartet - Testament SBT 1053 (7'37) - 1954/1994
- Manhattan Quartet - Newport Classic NC 60033
- Te Britten Quartet - Collins 12672 (8'38) - 1992
- The Christopher Quartet - IUSM-01 (7'53) - 1988 [es copia]
- Christopher Quartet - IUSM-01

Orquestra
- The Christopher Quartet - IUSM-01 - 1988.
- Orquesta Nacional de España, dir. Ataúlfo Argenta - Columbia WD 71984 (8') - 1960/1988
- The San Diego Chamber Orchestra, dir. Donald Barra - Koch 3-7160-2 H1 (8'54") - 1992.
- Orquesta de Cámara de l'Ampurdá (Figueres), dir. Isidro Barrio - Koch 3-1258-2 (11'03") - 1999
- London Philarmonic Orchestra, dir. Enrique Bátiz - IMG Records IMGCD 1608 - 1982
- Orquesta Filarmónica de la Ciudad de Méjico, dir. Enrique Bátiz - ASV CD DCA 735 (6'50") - 1990
- Orquesta Nacional de Cámara de Andorra, dir. Gerard Claret - Nimbus Records NI 5570 (8'10") - 1998
- Eastman-Rochester POPS Orchestra, dir. Frederick Fennell - Mercury 434 349 2 (8'04") -1957/1994
- Montreal Chamber Players, dir. Francisco de Gálvez - Junta de Andalucía MCP (8'54") - 1993
- Orquesta Sinfónica de Londres, dir. Morton Gould - Colosseum 34 47 209
- Orquesta Sinfónica de Londres, dir. Morton Gould - Colosseum 34 85 703
- Orquesta Sinfónica de Londres, dir. Morton Gould - Varese Sarabande VCD 47209 - 1979
- Hamburger Symphoniker, dir. Miguel A. Gómez-Martínez - MDG DG Gold 329 0744-2 (9'35") - 1997
- I Solisti Italiani - Denon CO 75040 (9'28) - 1992
- Orchestre de la Suisse Romande, dir. Jesús López-Cobos - Decca 410 158 2 (7'25") - 1984
- Orchestre de la Suisse Romande, dir. Jesús López-Cobos - Decca 433 905 2 (2º) (7'25") - 1983/1992 y 1998
- Salzburg Concert Ensemble, dir. Peter Lücker - Bayer BR 100 167
- English Chamber Orchestra, dir. José Serebrier - ASV CD DCA 775 (9'33") - 1991
- Orquesta Sinfónica de Conciertos de Barcelona, dir. Eduardo Toldrá - Almaviva DS-0128
- (b)- (8'10) 1949/1999
- I Musici de Montreal, dir. Yuli Turovsky - Chandos CHAN 9288 (10'02") - 1994
- Orquesta Ciudad de Granada, dir. Juan de Udaeta - Claves CD 50-9215 (9'24") - 1992.
- The Chamber Orchestra Sinfonía, dir. D. Vermeulen - Eufoda 1138
- Orpheus Chamber Orchestra - DGG 431 680 2 (8'17") - 1991

Violí i piano
- Félix Ayo y Bruno Canino - Dynamic CDS 391 (8'01") - 2002
- Alexandre da Costa - Juan Carlos Garvayo - XXI, CD-2 1423 (8'14") - 2002
- Aaron Rosand y John Covell - Vox VU 9015 (6'47") - 1990

Orquestra de llaüts
- Orquesta de Laúdes Españoles Roberto Grandío, dir. José Ramón Martínez Diapasón CAL 5001 (9') - 1989.

Quatre guitarres
- Los Romeros - Philips 442 781 2 (7'11) - 1995
- Barcelona Guitar Cuartet. Transcriptor Jaime Abad. - TVC Disc Ars HarmonicCD AH-4002-3 - (7'04") - 2002

Guitarra
- Fabio Montomoli - SAM Clásica FM 201 - 2000.

Orquestra d'acordions
- Orquesta de Cámara de Acordeones 'Claroscuros' - Tañidos SRD 265 (7'50") - 2002